# إجه أرار
إجه أرار (بالتركية: Ege Arar)‏ مواليد 2 سبتمبر 1996 في سيحان، أضنة، هو لاعب كرة سلة تركي. بدأ مسيرته الاحترافية في سنة 2014. يحمل الرقم 11. يبلغ طوله 6 قدم 10 بوصة (2.1 م). لعب مع غلطة سراي لكرة السلة في الدوري التركي لكرة السلة.

## الإنجازات
- كأس أوروبا لكرة السلة : (2015–16)

## روابط خارجية
- إجه أرار على موقع الاتحاد الدولي لكرة السلة (الإنجليزية)
- إجه أرار على موقع الدوري الأوروبي لكرة السلة (الإنجليزية)
- إجه أرار على موقع كرة السلة الأوروبية.كوم (الإنجليزية)
- إجه أرار على موقع DraftExpress.com (الإنجليزية)
- إجه أرار على موقع ريلجم (الإنجليزية)
- إجه أرار على موقع بروبوليرز (الإنجليزية)
- إجه أرار على موقع سبورتس رفرنس (الإنجليزية)